# ماتریکس: راه نئو
«ماتریکس: راه نئو» (انگلیسی: The Matrix: Path of Neo) یک بازی ویدئویی در سبک تیراندازی سوم شخص است که توسط آتاری و در سال ۲۰۰۵ و در پلت‌فرم‌های اکس‌باکس، پلی‌استیشن ۲، و مایکروسافت ویندوز منتشر شده‌است.